# Francisco Vega de Lamadrid

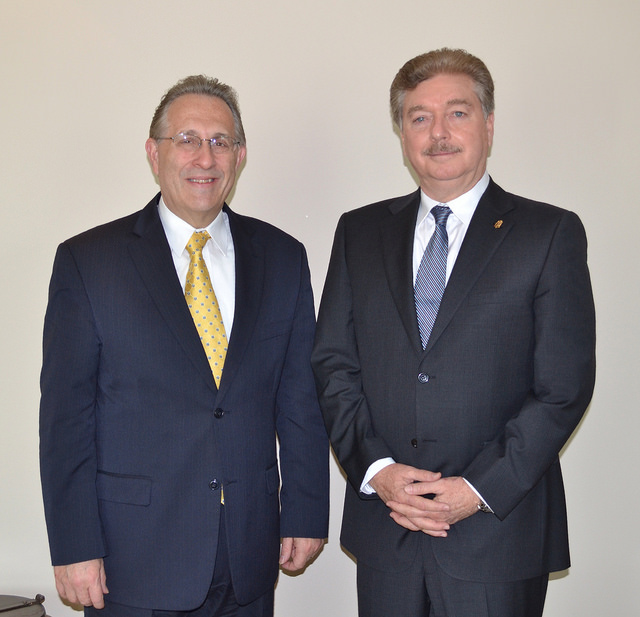
Francisco Vega de Lamadrid (rechts)

Francisco Vega de Lamadrid, auch Kiko Vega (* 22. Mai 1955 in Ciudad Obregón, Sonora), ist ein mexikanischer Politiker der Partido Acción Nacional. Er war der 15. Gouverneur des Bundesstaates Baja California für die Periode von 2013 bis 2019. Er trat sein Amt als Nachfolger von José Guadalupe Osuna Millán am 1. November 2013 an.